# Doména (biologie)

Fylogenetický strom
zachycující tři domény života

Doména, dříve také nadříše (či zřídka impérium) je obvykle nejvyšší používaná taxonomická kategorie (vyjma někdy užívané superdomény Neomura).

## Počet domén
Podle třídoménového systému se rozeznávají tři domény, základní větve života:
- archea (Archaea, postaru Archaebacteria)
- bakterie (Bacteria, postaru Eubacteria)
- eukaryota (Eukaryota, též Eukarya, česky též někdy jaderní).[pozn. 2]

Po objevu domény Archaea hypotézy o původu života a jejich podpůrné analýzy dlouho nedokázaly spolehlivě určit, které z domén lze jednoznačně považovat za fylogeneticky nepřirozené, v žádné z hypotéz však nevznikly z posledního společného předka všechny tři jejich vývojové linie nezávisle na sobě. Postupně však získala převahu hypotéza přirozené skupiny Neomura (sdružující Archaea a Eukaryota), nad přirozeností dříve upřednostňovaných prokaryot (Prokaryota, česky též prvojaderní, jakožto skupina sdružující archea a bakterie, tedy organismy bez pravého buněčného jádra). Fylogenetické analýzy od 20. let 21. století pak ukazují, archea a eukaryota nejsou v rámci Neomura sesterskými skupinami, ale že eukaryota se s vysokou pravděpodobností odvětvují uvnitř archeí, ve skupině (nepřirozené „třídě“) Heimdallarchaeia, a vznikla v souladu s archeální chimérickou hypotézou; Archaea (i Heimdallarchaeia) jsou proto s vysokou pravděpodobností parafyletické skupiny a jako přirozené je možné je považovat pouze rozšířené o eukaryota. Pokud se v daném systému nepřipouštějí fylogeneticky nepřirozené taxony, tvoří živé organismy dvoudoménový systém složený z bakterií a Neomura.
Přibližně od r. 2010 se mluví (zatím hypoteticky) o „čtvrté doméně“. Tvoří ji (nebo pozůstatek po ní) skupina jaderně-cytoplazmatických virů s velkou DNA označovaná NCLDV (z anglického nucleocytoplasmic large DNA viruses). Velký genom virů rodu Mimivirus jako typických zástupců skupiny umožnil provést molekulárně biologické srovnání s ostatními doménami, poskytující indicie pro fylogenetické vyčlenění této domény. Existence nové domény je zatím přijímána skepticky.
Existují i studie naznačující, že dosud neznámých domén (s pozůstatky ve formě virů) by mohlo být více.
Někdy se pojem domény používá jako formální kategorie bez fylogenetického obsahu, což umožňuje do čtvrté domény zařazovat např. hypotetické předky eukaryotické buňky („Urkaryotes“), z nichž vznikla eukaryotická buňka teprve endosymbiózou mitochondrie.

## Původ názvu
Taxon „doména“ poprvé zavedli v roce 1990 vědci Carl Woese, Otto Kandler a Mark Wheelis, a to ve své studii Towards a natural system of organisms: proposal for the domains Archaea, Bacteria, and Eucarya.
Slovo doména pochází z latinského dominium, jež odpovídá významu slov „vlastnictví“, „držení“, ale též „vláda“ a „panství“.

## Srovnání tří domén života
Tři základní domény života některé své rysy sdílejí a některé se naopak liší. Následující tabulky uvádí některé významné rozdíly a podobnosti mezi třemi fundamentálními skupinami života.
| znak                    | přítomen u bakterií                                      | přítomen u archeí                    | přítomen u eukaryot                                     |
| fylogenetické postavení | asi nezávislá skupina                                    | blízko k eukaryotům                  | blízko k archeím                                        |
| rozmnožování            | nepohlavní                                               | nepohlavní                           | nepohlavní i pohlavní                                   |
| výživa                  | autotrofie (foto či chemo), heterotrofie (foto či chemo) | chemoautotrofní či chemoheterotrofní | obligátně chemoheterotrofní či obligátně fotoautotrofní |

| znak                                                              | přítomen u bakterií            | přítomen u archeí              | přítomen u eukaryot                   |
| velikost buněk                                                    | často 10× menší než u eukaryot | často 10× menší než u eukaryot | často 10× větší než u ostatních domén |
| typ buněk                                                         | prokaryotický                  | prokaryotický                  | eukaryotický                          |
| pravé buněčné jádro                                               | NE                             | NE                             | ANO                                   |
| typ ribozomů                                                      | 70S                            | 70S                            | 80S                                   |
| stavební látka bičíků                                             | flagelin                       | flagelin                       | tubulin                               |
| přítomnost membránou obalených organel (systém vnitřních membrán) | NE                             | NE                             | ANO                                   |
| přítomnost cytoskeletu                                            | jen v menší míře               | jen v menší míře               | ANO                                   |
| peptidoglykan v buněčné stěně                                     | ANO                            | NE                             | NE                                    |
| vazba na lipidech v cytoplazmatické membráně                      | esterová vazba                 | etherová vazba                 | esterová vazba                        |

| znak                                            | přítomen u bakterií                    | přítomen u archeí | přítomen u eukaryot |
| chromozom                                       | zpravidla cirkulární (vzácně lineární) | cirkulární        | více lineárních     |
| přítomnost intronů (nekódující DNA)             | zřídka                                 | u některých genů  | ANO                 |
| přítomnost nukleozomů a histonů na chromozomech | NE                                     | ANO               | ANO                 |
| přítomnost operonů v genomu                     | ANO                                    | ANO               | NE                  |

| znak                                             | přítomen u bakterií | přítomen u archeí | přítomen u eukaryot                                           |
| přítomnost transkripčního faktoru TBP            | NE                  | ANO               | ANO                                                           |
| počet RNA polymeráz                              | jedna               | více              | více                                                          |
| mRNA nesoucí informaci pro syntézu více proteinů | ANO                 | ANO               | NE                                                            |
| start kodon                                      | N-formylmethionin   | methionin         | methionin (ale v plastidech a mitochondriích formylmethionin) |